# Bombardeig de Mataró i Palamós
El bombardeig de Mataró i Palamós fou un dels episodis de la Guerra de Successió Austríaca

## Antecedents
En 1742 l'almirall Nicholas Haddock, comandant en cap de la Royal Navy a la Mediterrània no havia aconseguit forçar la flota espanyola a una acció, i desgastat amb anys i decepcions, fou substituit per Thomas Mathews, amb un reforç de set bucs de la línia, fent base al port piemontès de Vilafranca de Mar i a les illes Ieras i va enviar diversos esquadrons per a fer un creuer a la recerca de vaixells espanyols. Després de la batalla de Saint-Tropez, en represàlia es van dirigir a la costa catalana.

## El bombardeig
El 20 de juliol de 1742 dos dels navilis de línia van bombardejar Mataró i el 25 de juliol ho feren a Palamós, causant nombrosos desperfectes i van enfonsar diversos vaixells.

## Conseqüències
La flota va seguir patrullant el mediterrani, i es presentà a Nàpols i aconseguí la retirada dels 20.000 homes que el Regne de les Dues Sicílies havia enviat en suport del Regne d'Espanya en la guerra. però la derrota anglesa a la batalla de Toló a principis de 1744 va fer que la flota francoespanyola que s'escapava va poder lliurar tropes i subministraments a l'exèrcit espanyol a Itàlia, fent girar de manera decisiva la guerra al seu favor.